# Rémérangles
Rémérangles é uma comuna francesa na região administrativa de Altos da França, no departamento de Oise. Estende-se por uma área de 8,2 km². Em 2010 a comuna tinha 226 habitantes (densidade: 27,6 hab./km²).